# Л’Опиталь-д’Орьон
Л’Опита́ль-д’Орьо́н (фр. L'Hôpital-d'Orion) — коммуна во Франции, находится в регионе Аквитания. Департамент — Атлантические Пиренеи. Входит в состав кантона Ортез и Тер-де-Гав и дю Сель. Округ коммуны — Олорон-Сент-Мари.
Код INSEE коммуны — 64263.

## География

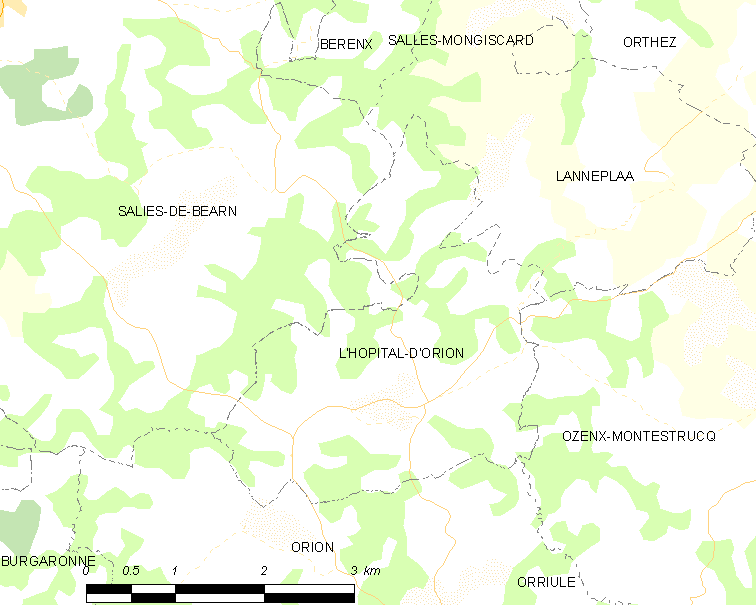
Карта коммуны

Коммуна расположена приблизительно в 650 км к югу от Парижа, в 160 км южнее Бордо, в 45 км к западу от По.
По территории коммуны протекает река Сале.

### Климат
Климат тёплый океанический. Зима мягкая, средняя температура января — от +5°С до +13°С, температуры ниже −10 °C бывают редко. Снег выпадает около 15 дней в году с ноября по апрель. Максимальная температура летом порядка 20-30 °C, выше 35 °C бывает очень редко. Количество осадков высокое, порядка 1100 мм в год. Характерна безветренная погода, сильные ветры очень редки.

## Население
Население коммуны на 2010 год составляло 161 человек.
| 1962 | 1968 | 1975 | 1982 | 1990 | 1999 | 2010 |
| ---- | ---- | ---- | ---- | ---- | ---- | ---- |
| 175  | 160  | 132  | 132  | 127  | 143  | 161  |

## Администрация
| Период | Период | Фамилия          | Партия | Примечания |
| ------ | ------ | ---------------- | ------ | ---------- |
| 1995   | 2020   | Морис Лави-Камбо |        |            |

## Экономика
В 2010 году среди 97 человек трудоспособного возраста (15-64 лет) 69 были экономически активными, 28 — неактивными (показатель активности — 71,1 %, в 1999 году было 64,0 %). Из 69 активных жителей работали 65 человек (34 мужчины и 31 женщина), безработных было 4 (2 мужчин и 2 женщины). Среди 28 неактивных 7 человек были учениками или студентами, 14 — пенсионерами, 7 были неактивными по другим причинам.

## Достопримечательности
- Церковь Св. Марии Магдалины (XII век). Исторический памятник с 1913 года[4]

## Фотогалерея

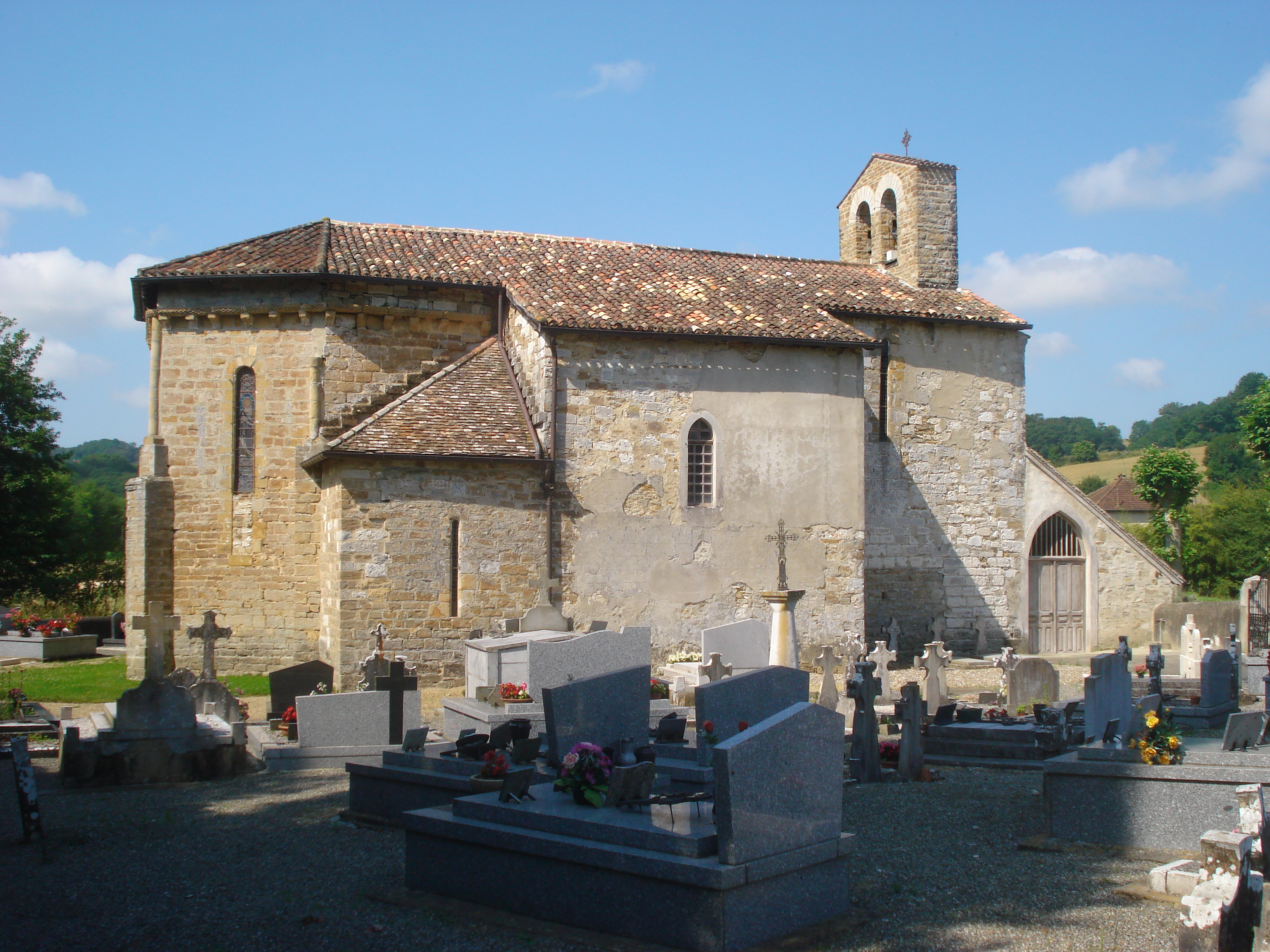
Церковь Св. Марии Магдалины и кладбище
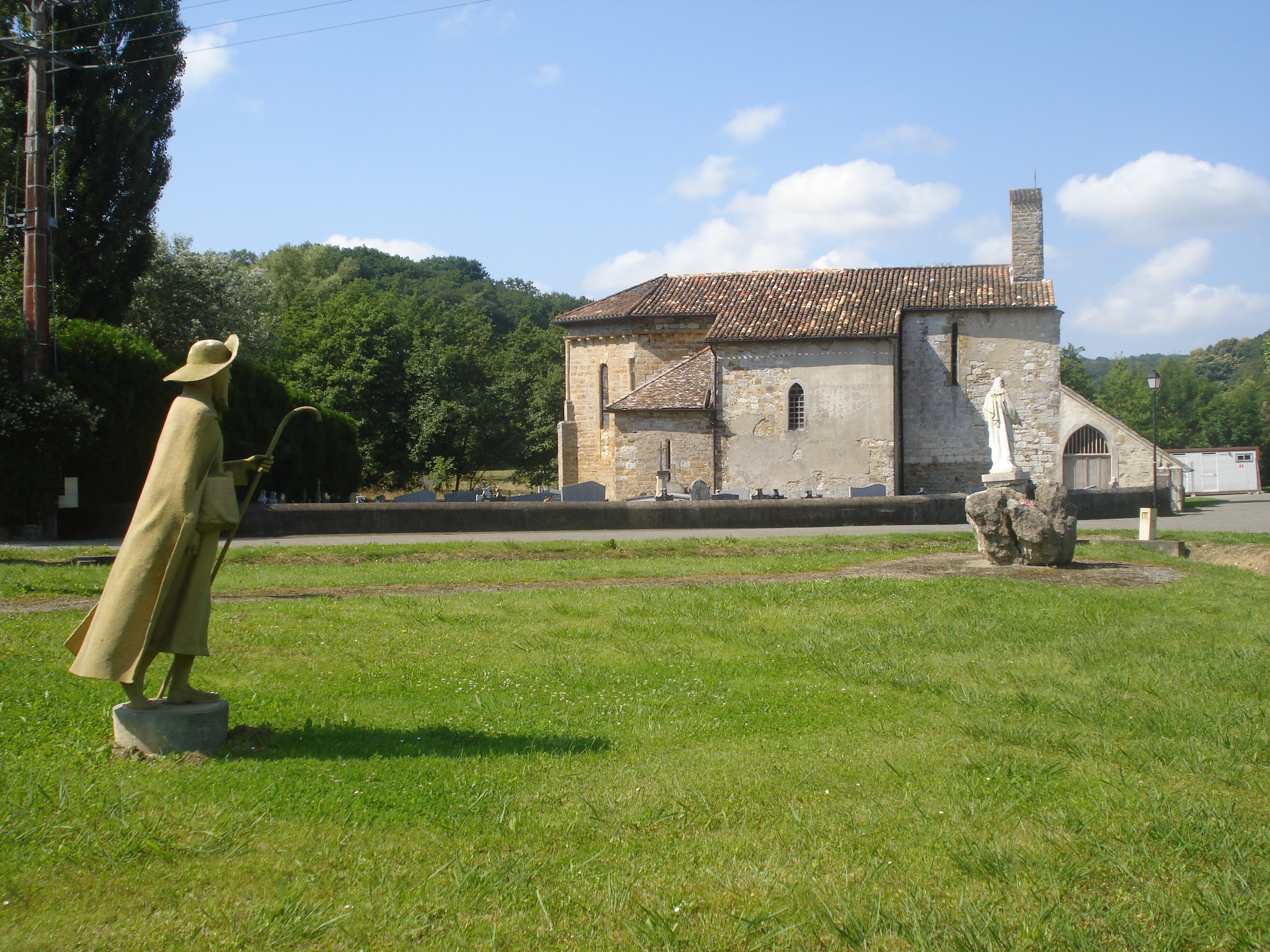
Церковь Св. Марии Магдалины